# Гайнер Мюллер
Гайнер Мюллер (нім. Heiner Müller; 9 січня 1929, Еппендорф, — 30 грудня 1995, Берлін) — німецький драматург, театральний режисер, поет, есеїст, найбільша фігура німецького театру після Бертольта Брехта.

## Біографія
Член Соціалістичної єдиної партії Німеччини (СЄПН) з 1947 року, член Спілки письменників НДР з 1954 року, лауреат премії Т. Манна (1959), видатний драматург НДР на той момент. Однак цензурна заборона його п'єси «Переселенка» після першого ж подання в 1961 році погіршило стосунки письменника з керівництвом СЄПН, в тому ж році його виключили зі Спілки письменників.
У 1966—1967 роках Мюллер працював з Бенно Бессоном в Німецькому театрі над п'єсами «Будівництво», постановка якої була заборонена, і «Едіп-цар». З 1970 року як керівник літературної частини працював у театрі «Берлінер ансамбль». У 1970-х він почав співпрацювати з театрами Західній Німеччини, його драми були поставлені в Мюнхені, Ессені, Бохумі. Світова популярність письменника змусила керівництво НДР м'якше себе вести: у 1975 році в берлінському театрі «Фольксбюне», який очолював у той час Бенно Бессон, Манфред Карге поставив його п'єси «Битва» (нім. Die Schlacht) і «Трактор» (нім. Traktor). У тому ж році Мюллер отримав премію Лессінга.
З 1976 року Мюллер працював завлітом в «Фольксбюне». У 1984 році він став членом Академії мистецтв НДР (з 1986 був також членом Академії мистецтв Західного Берліна); у 1985 році був удостоєний премії Бюхнера, в 1988 — поновлений у Спілці письменників. У 1990 році Мюллер був обраний президентом Академії мистецтв НДР. Лауреат премії Генріха Кляйста (1990).
У 1992 році, після відставки Манфреда Векверта, Мюллер був запрошений у театр «Берлінер ансамбль» як один з членів колективного керівництва (нарівні з режисерами Маттіасом Лангхофом, Фріцем Марквардтом, Петером Паличем і Петером Цадеком), у 1995 році став її одноосібним художнім керівником. Тут він поставив свій найзначніший і останній спектакль за п'єсою Б. Брехта «Кар'єра Артуро Уї».

## Драми
- Die Morgendämmerung löst das Ungeheuer auf (1948)
- Das Laken (1951)
- Die Schlacht (1 варіант, 1951)
- Die Reise (1951/1952)
- Szenen aus einem Stück über Werner Seelenbinder (1952)
- Gespräch der Bediensteten im Palast des Agamemnon während dieser ermordet wird ind Küche (1952/1953)
- Traktor (1 варіант, 1955)
- Zehn Tage, die die Welt erschütterten (1956)
- Der Lohndrücker (1956/1957)
- Die Korrektur I (1957)
- Die Korrektur II (1958)
- Klettwitzer Bericht 1958 — Eine Hörfoge (1957/1958)
- Glücksgott (1958)
- Die Umsiedlerin oder Das Leben auf dem Lande (1961)
- Philoktet (1958/1964)
- Der Bau (1963/1964)
- Sophokles/Ödipus, Tyrann (1966/1967)
- Der Horatier (1968)
- Mauser (1970)
- Macbeth (1971)
- Germania Tod in Berlin (1956/1971)
- Zement (1972)
- Die Schlacht (1951/1974)
- Traktor (1955/1961/1974)
- Leben Gundlings Friedrich von Preußen Lessings Schlaf Traum Schrei. Ein Greuelmärchen (1976)
- Die Hamletmaschine (1977)
- Bertolt Brecht/Der Untergang des Egoisten Johann Fatzer (1978)
- Der Auftrag (1979)
- Quartett (1980/1981)
- Verkommenes Ufer Medeamaterial Landschaft mit Argonauten (1982)
- Wolokolamsker Chaussee I: Russische Eröffnung (1984)
- Anatomie Titus Fall of Rome Ein Shakespearekommentar (1984)
- Wolokolamsker Chaussee II: Wald bei Moskau (1985/1986)
- Wolokolamsker Chaussee III: Das Duell (1985/1986)
- Wolokolamsker Chaussee IV: Kentauren
- Wolokolamsker Chausse V: Der Findling
- Germania 3 Gespenster am toten Mann (1995)

## Творча манера
Більшість драм Мюллера — вільне, гостро осучаснене трактування давньогрецьких п'єс трагіків, Шекспіра, Брехта, творів Шодерло де Лакло, Дж. Ріда, ранньої радянської літератури та ін.

## Спадщина
Зібрання творів Мюллера в 9-ти томах (1998—2005) видано авторитетним німецьким видавництвом Зуркамп. Архів письменника знаходиться в університеті Гумбольдта в Берліні. Його п'єси перекладені багатьма мовами, вони йдуть в найбільших театрах світу. У Росії драму Мюллера «Медея-матеріал» у 2001 році поставив Анатолій Васильєв в «Школі драматичного мистецтва». У 2016 році за творами і щоденникам Гайнера Мюллера режисером Кирилом Серебренніковим в театрі «Гоголь-центр» був поставлений спектакль «Машина Мюллер».
У 2016 році вперше в Україні режисером Віталієм Гольцовим в Чернігівському театрі ляльок була поставлена п'єса «Гамлет-машина».

## Публікації російською мовою
- Гамлет-машина // Мюнхенская свобода и другие пьесы. М.: Новое литературное обозрение, 2004. С. 161—170.
- Злотин Г. С. Et in Arcadia ego: Инспекция (Из Хайнера Мюллера) [Архівовано 15 січня 2018 у Wayback Machine.]
- Стихи из разных книг / пер. Алексея Прокопьева// Иностранная литература. 2009. № 10.
- Проза. Драмы. Эссе. Диалоги / сост. В. Колязин. М.: РОССПЭН, 2012.
- Цемент. Стихотворения. М.: libra, 2017.